# 肯尼斯·阿蘭·黎貝
肯尼斯·阿蘭·黎貝（英語：Kenneth Alan Ribet，簡稱肯·黎貝，1948年6月28日—），美國數學家，目前在柏克萊加州大學任教，研究領域涉及代數數論與代數幾何。
黎貝在安德魯·懷爾斯證明費馬最後定理的過程中曾經做出大量貢獻，尤其是他證明了讓-皮埃爾·塞爾提出的ε猜想（現稱黎貝定理），由這一定理可以引出費馬最後定理是谷山-志村定理的一個結論。最為重要的是，黎貝的結論說明了證明費馬最終定理並不需要整個谷山-志村定理，而僅需其在半穩定橢圓曲線情況下的特例。

## 外部連結
- 個人首頁 （页面存档备份，存于）
- 肯尼斯·阿蘭·黎貝在數學譜系計畫的資料。